# Claude Darbellay
Claude Darbellay (* 6. Januar 1953 in Le Sentier) ist ein Schweizer Schriftsteller.

## Leben
Claude Darbellay studierte Anglistik und Romanistik an der Universität Neuenburg und arbeitete in La Chaux-de-Fonds als Lehrer am Gymnasium und an der Handelsschule.
Er ist Mitglied des Verbands Autorinnen und Autoren der Schweiz (AdS).

## Auszeichnungen
- 1994: Prix Bachelin für das Gesamtwerk
- 1995: Prix Louis-Guillaume für L’horizon n’a qu’un côté
- 1999: Prix Michel-Dentan für Les Prétendants

## Werke
- Si les crabes changeaient de direction, Gedichte, 1983
- L’île, Erzählungen, 1987
- En sortant n’oubliez pas d’éteindre, Gedichte, 1988
- La petite patrie, 1991
- La cité, Erzählungen, 1991
- Anche i ciechi chiudono gli occhi – Les aveugles ferment les yeux, Erzählung (franz.-ital.), 1992
- Vies de rêves, Portraits, 1992
- L’horizon n’a qu’un côté, Gedichte, 1993
- Le ciel plié, Roman, 1995
- Plus au nord, le sud, Gedichte, 1998
- Les prétendants, Roman, 1998
- In extremis, Gedichte, 2001
- Vivre étonne, Erzählungen, 2002
- L’art de grandir, Roman, 2002
- Le frère, Erzählung, 2004
- L’épidémie, Roman, 2007
- Les absents ont toujours tort, Gedichte, 2008
- Le petit cochon qui se prenait pour un frisbee et autres histoires inventées, Kinderbuch, 2008
- L’affaire, Roman, 2012
- Le home, Erzählung, 2013
- Déplis, Roman, 2018